# Muntura Canon EF-M
La muntura d'objectiu Canon EF-M, introduïda el 2012, és un derivat de la muntura Canon EF dissenyada pel seu ús amb càmeres sense mirall d'objectius intercanviables, com la Canon EOS M, la primera de la sèrie M.
Aquesta, té una distància de brida de 18mm (en comparació amb els 44 mm de les muntures EF i EF-S) i un diàmetre intern de 47mm. No obstant això, està dissenyada per al seu ús amb un sensor d'imatge APS-C i compta amb el mateix factor de multiplicació (aproximadament 1,6) que l'existent en la muntura EF-S.
Permet l'ús d'objectius Canon EF i EF-S amb un adaptador de Canon fet a mida, però els objectius EF-M no són compatibles amb les càmeres digitals rèflex de Canon.
El 2023, les càmeres amb aquesta muntura apareixen a la web oficial de Canon Japó com a models antics i a la web dels Estats Units ja no apareixen disponibles, per tant, descatalogats per la marca. Amb l'arribada el 2022 de la muntura RF-S, Canon tenia al seu catàleg dos muntures diferents per a càmeres sense mirall amb sensor APS-C.

## Compatibilitat
Les càmeres sense mirall de Canon (sèrie M), amb sensor d'imatge APS-C (amb un factor de retall d'1,5x), son compatibles amb els objectius EF-M. Tots els models es poden veure a:
Article principal: Canon EOS § 
Esquema de noms de les càmeres sense mirall amb muntura EF-M

## Sigles
Igual que tots els altres fabricants d'objectius, Canon també usa un conjunt de sigles per a designar aspectes bàsics de cada objectiu:
- IS (Image Stabilizer): Sistema d'estabilitzador d'imatge incorporat a l'objectiu
- Macro: Objectiu macro
- STM (Silent Stepping Motor): Motor d'enfocament pas a pas, silenciós (optimitzat per vídeo)

## Objectius

### Zoom
| Distància focal | Obertura  | Any  | Distància mínima d'enfoc | Motor AF | IS | Diametre de filtre |
| --------------- | --------- | ---- | ------------------------ | -------- | -- | ------------------ |
| 11-22mm         | 4 - 5.6   | 2013 | 0.15m                    | STM      | Sí | 55mm               |
| 15-45mm         | 3.5 - 6.3 | 2015 | 0.25m                    | STM      | Sí | 49mm               |
| 18-55mm         | 3.5 - 5.6 | 2012 | 0.25m                    | STM      | Sí | 52mm               |
| 18-150mm        | 3.5 - 6.3 | 2016 | 0.25m                    | STM      | Sí | 55mm               |
| 55-200mm        | 4.5 - 6.3 | 2014 | 1.0m                     | STM      | Sí | 52mm               |

### Fixos

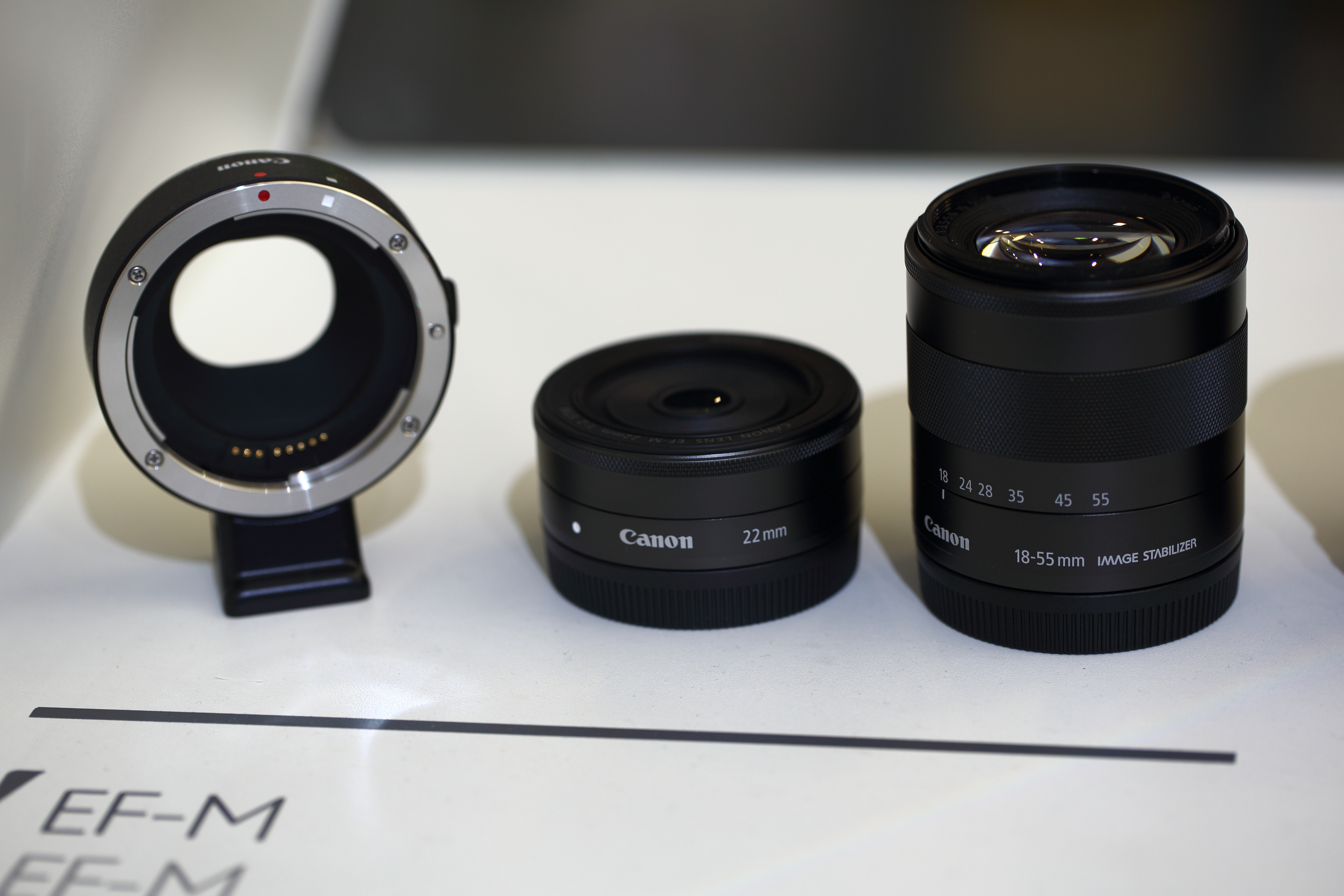
Adaptador per a les muntures Canon EF i EF-S, i objectius de 22 mm i 18-55 mm estàndard.

| Distància focal | Obertura | Any  | Distància mínima d'enfoc | Motor AF | IS | Diametre de filtre |
| --------------- | -------- | ---- | ------------------------ | -------- | -- | ------------------ |
| 22mm            | 2.0      | 2012 | 0.15m                    | STM      | No | 43mm               |
| 28mm macro      | 3.5      | 2016 | 0.09m                    | STM      | Sí | 43mm               |
| 32mm            | 1.4      | 2018 | 0.23m                    | STM      | No | 43mm               |

## Adaptadors
- Adaptador EF-EOS M: Compatibilitat amb objectius de muntura EF/EF-S, en càmeres sense mirall amb muntura EF-M.

## Terceres marques
Actualment, les següents marques fabriquen objectius amb muntura EF-M de Canon:
- 7artisans
- Kamlan
- Meike
- Samyang
- Sigma
- Tamron
- Venus optics
- Zhongyi[14]